# Georg Baselitz
Georg Baselitz, né Hans-Georg Kern le 23 janvier 1938 à Deutschbaselitz (aujourd'hui un quartier de Kamenz en Saxe), est un artiste peintre, sculpteur, graveur et enseignant allemand.
Né en Saxe pendant la période nazie, il passe son adolescence en Allemagne de l'Est, puis il vient vivre et étudier en Allemagne de l'Ouest. Sa carrière prend son élan au milieu des années 1960, quand il devient une des figures de l'esprit de Berlin-Ouest et du néo-expressionnisme allemand.
Sa peinture figurative est caractérisée par la présentation des tableaux « haut-en-bas », dessinée et peinte à grands coups de brosse, avec des couleurs franches. Sa sculpture, le plus souvent sur bois, est pratiquée à la tronçonneuse.
Par sa violence expressive, l'art de Baselitz évoque le primitivisme et l'expressionnisme berlinois des années 1920.
Il est aujourd'hui professeur émérite de l'université des arts de Berlin.
Il est élu le 23 octobre 2019 et installé le 27 octobre 2021 à l'Académie des beaux-arts de France.

## Biographie
Georg Baselitz est né en 1938 à Deutschbaselitz (Saxe) sous le nom de Hans-Georg Kern, sous le Troisième Reich dans ce qui deviendra par la suite l'Allemagne de l'Est (ou RDA) à partir de 1949. Son père est instituteur et la famille vit dans les locaux de l'école ; dans la bibliothèque attenante, Baselitz découvre des albums de dessins du XIXe siècle qui constituent son premier contact avec l’art. Il travaille comme assistant avec le photographe de nature Helmut Drechsler pour d’occasionnelles « photographies ornithologiques ».
En 1950, la famille déménage dans la ville de Kamenz. Baselitz va en cours au lycée local dont la salle de réunion est décorée par une reproduction de la peinture Wermsdorfer Wald (1859), de Louis-Ferdinand von Rayski. Il lit les écrits de Jakob Böhme. Vers 15 ans, il peint des portraits, des sujets religieux, des natures mortes et des paysages, dont certains avec un style futuriste.

### Formation artistique
En 1955, à 17 ans, il tente de s'inscrire à l'Académie des beaux-arts de Dresde, sans succès. En 1956, il passe l'examen d'entrée de la Forstschule de Taranth, pour y devenir garde-forestier, et est simultanément admis à la Hochschule für bildende und angewandte Kunst (École des arts plastiques et des arts appliqués) de Berlin-Weißensee à Berlin-Est. Il y étudie la peinture avec les professeurs Walter Womacka et Herbert Behrens-Hangeler. Parmi ses amis, on compte Peter Graf et Ralf Winkler (connu plus tard sous le nom de A. R. Penck). Après deux semestres, il est expulsé pour « immaturité socio-politique ».
En 1957, il est admis à la Hochschule der Künste (École des beaux-arts) de Charlottenburg de Berlin-Ouest et poursuit ses études dans la classe de Hann Trier. Il s'immerge dans les théories d’Ernst-Wilhelm Nay, Vassily Kandinsky et Kasimir Malevitch. Il se lie d'amitié avec Eugen Schönebeck et Benjamin Katz. En 1958, Baselitz s'installe à Berlin-Ouest, fuyant Berlin-Est. Là, il rencontre sa future femme, Elke Kretzschmar. Il réalise les premières œuvres empreintes de son style distinctif, dont les portraits imaginaires Oncle Bernard. Il commence à travailler la série Tête de Rayski. Il visite l'exposition de nouvelle peinture américaine au musée d'Art moderne et découvre la peinture de Pollock, de De Kooning et de Guston à la Hochschule der Künste de Berlin. En 1959, il se rend en auto-stop à Amsterdam où il admire le Bœuf écorché de Chaïm Soutine et le grand verre de Marcel Duchamp au Stedelijk Museum. Il s'arrête sur le chemin du retour à Cassel pour assister à la documenta 2. Au retour, il quitte l'atelier de l'école et commence à travailler chez lui pour mieux se concentrer.

### L'affirmation du peintre
En 1961, il prend le pseudonyme de Georg Baselitz en souvenir de sa ville natale, alors en Allemagne de l'Est. Premier voyage à Paris où il découvre la peinture d'Eugène Leroy à la galerie Claude Bernard. Baselitz s'intéresse également aux travaux de Hans Prinzhorn sur l'art des malades mentaux. Baselitz et Schönebeck exposent leurs travaux dans une maison abandonnée et rédigent en livret d'accompagnement leur manifeste, Premier manifeste Pandémonium. Ils sont tous deux admis dans la classe de doctorat de Hann Trier. En 1962 est rédigé le Deuxième manifeste Pandémonium. Baselitz se marie avec Elke Kretzschmar. Naissance de son premier fils, Daniel (qui se fait appeler aujourd'hui « Daniel Blau »). Début de l'amitié avec Michael Werner. Il finit ses études à l'Akademie.
En 1963 a lieu la première exposition personnelle de Baselitz à la galerie Werner & Katz, à Berlin, qui donne lieu à un scandale pour atteintes à l'ordre public : deux des œuvres, Die große Nacht im Eimer (La Grande Nuit foutue) et Der nackte Mann (L'Homme nu) sont saisies par un huissier. Le procès qui s'ensuit se poursuivra jusqu'en 1965 où les peintures lui seront restituées. Un nouveau manifeste est rédigé sous la forme d'une lettre adressée à « Cher M. W ! ». La série P.D.-Füße (Pieds de P. D.) est terminée. La peinture de Baselitz présente alors de manière volontairement grossière de jeunes hommes habillés de vêtements militaires, en morceaux ou en haillons, des images oniriques de guerre, de pieds et de mains déchiquetés, de sexe, de masturbation. En 1964, il réalise la série des Idoles. Il passe le printemps au Schloß Wolfsburg et y réalise ses premières gravures à l'eau-forte. Il expose Obéron au premier Orthodoxer Salon de Michael Werner. Début de son amitié avec Johannes Gachnang. À l'automne, Michael Werner expose ses eaux fortes. En 1965, il obtient une bourse d'études de six mois pour la villa Romana de Florence. Il y étudie le dessin maniériste. À Florence, il réalise la série Tierstücke (Bouts d'animaux). Première exposition à la galerie Friedrich & Dahlem de Munich. À son retour, il travaille et ce jusqu'en 1966 sur la série des Héros qui inclut une composition de grand format, Die großen Freunde (Les Grands Amis). La peinture de cette époque est comme déchiquetée, morcelée, recollée et assemblée en désordre.
En 1966 naît son second fils, Anton. Il déménage à Osthofen, près de Worms. Avec ses premières gravures sur bois, il réalise une série de peintures vertes aux motifs ruraux, les Frakturbilder (Images fracturées), qu'il poursuivra jusqu'en 1969. En 1967, il peint B für Larry (B pour Larry).

### Retourner la peinture tête en bas

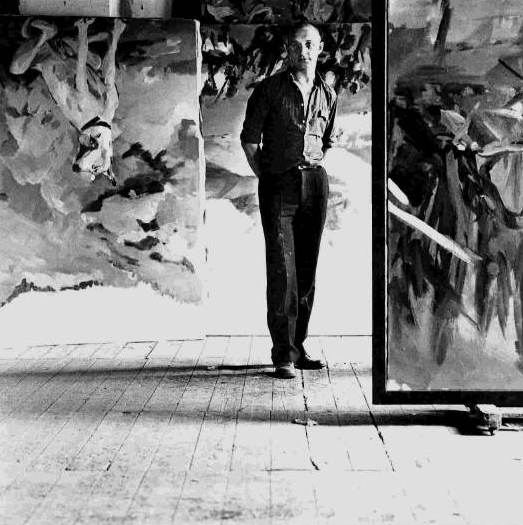
Georg Baselitz photographié par Lothar Wolleh, Mülheim, 1971.

En 1969, il prend Wermsdorfer Wald de Louis-Ferdinand von Rayski pour modèle et il en répète le motif tête en bas. Ce retournement du tableau, un portrait figuratif mis à l'envers du sens de lecture, devient la signature de sa peinture, son identité : sa peinture sera dorénavant longtemps présentée ainsi.
Dans les années suivantes, il expose régulièrement à la galerie Heiner Friedrich. La plupart de ses travaux représentent alors des paysages dont le thème est mis en abyme. Au musée des Arts de Bâle, Dieter Koepplin expose la première rétrospective de ses travaux graphiques et de ses dessins. À la Galeriehaus de la Lindenstraße de Cologne, Franz Dahlem expose ses peintures « inversées ». En 1971, il déménage à Forst. Il utilise l'école du vieux village comme atelier et commence à peindre des oiseaux. Pour le foyer de la Clinique neurologique de Berlin-Ouest, il réalise le triptyque Dans la forêt près de Pontaubert-Seurat. Exposition à la galerie Tobiès & Silex de Cologne.

### La reconnaissance allemande

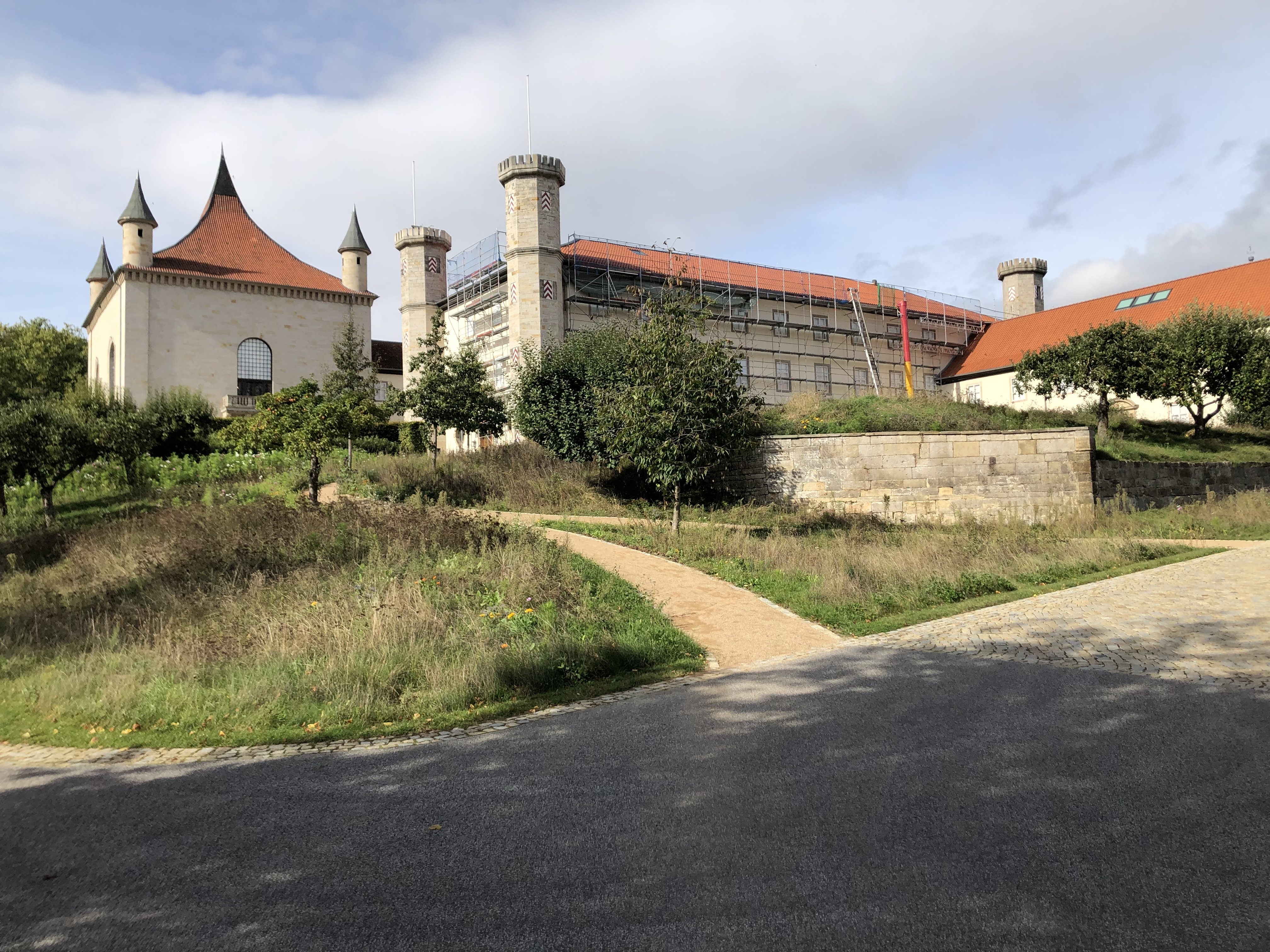
Le Chateau Derneburg en Octobre 2021

En 1972, la Kunsthalle de Mannheim expose ses peintures et dessins. Les travaux de la période 1962-1972 sont exposés à la Kunstverein de Hambourg. Participation à la documenta 5 de Cassel. Il loue les locaux d'une usine à Musbach pour y installer son studio. Il exécute une série de peintures avec ses empreintes digitales. Les éditions de la galerie Heiner Friedrich commercialisent ses sérigraphies sous la direction de Fried Jahn. Johannes Gachnang expose la série des portraits Amis de 1969 au Goethe Institut d'Amsterdam. En 1975, il achète le  château Derneburg, en Basse-Saxe, un ancien monastère du XIIe siècle où il s'installe avec sa famille et ses collections. En 1975, il effectue son premier voyage à New York et participe à la Biennale de São Paulo. La même année, il installe son atelier à Florence jusqu'en 1981. En 1977 et 1978, il enseigne à la Staatliche Akademie der Bildenden Künst de Karlsruhe. Jusqu'à la fin des années 1980, Baselitz peint essentiellement a tempera et sa peinture devient plus abstraite.

### La reconnaissance internationale
En 1977, alors qu'il participe avec Markus Lüpertz à la documenta 6, ils décrochent leurs œuvres en protestation contre la présence de peintres d'Allemagne de l'Est. Le scandale qui suit les rend célèbres. En 1980, il participe à la Biennale de Venise avec Anselm Kiefer, puis à l'exposition A New Spirit in Painting à la Royal Academy de Londres. Il est alors reconnu avec Markus Lüpertz comme une des figures de proue du néo-expressionnisme allemand. Il apparaît dans les écrits d'Achille Bonito Oliva comme une figure de la trans-avant-garde des années 1980.
Dans les années 1980, il enseigne la peinture à Berlin et les thèmes chrétiens deviennent déterminants dans sa production jusqu'à la fin de 1984. En 1985, il participe à la Biennale de Paris. La Bibliothèque nationale de France organise la première rétrospective de ses gravures. Cette même année, on compte pas moins de dix-sept expositions personnelles en galerie en Allemagne, en Autriche, en France, aux Pays-Bas, en Grande-Bretagne, aux États-Unis…
En 1987, il installe son atelier à Imperia en Italie, et fait une lecture publique de Rüstzeug des Malers (L'Attirail du peintre) à Amsterdam, à Londres et à l'École des beaux-arts de Paris. Il y explique sa méthode, son travail par l'utilisation du hurlement, par la rhétorique du cri : il ne dit pas « rouge », il hurle littéralement « rouge » ; il ne peint pas de manière décorative, sa peinture hurle la décoration ; ce qu'il fait, il le fait en « énorme ». En 1995, il expose au Guggenheim de New York.
En 1995, dans le cadre d'une commande publique, il réalise pour la Chalcographie du Louvre une gravure à la pointe sèche et à l'aquatinte intitulée Jaffa.

### La réunification allemande
En 1989, il présente deux béliers renversés sur l'étiquette du Château Mouton Rothschild, en référence à l'évènement marquant de l'année 1989. Il y ajoute la phrase Drüben sein jetzt hier, soit « L'autre côté est maintenant chez nous ».
En 1993 et 1994, il crée les décors de Punch et Judy de Harrison Birtwistle pour l'Opéra d'Amsterdam. Il présente son manifeste Malen aus dem Kopf, auf dem Kopf oder aus dem Topf (« Peindre de la tête, sur la tête ou hors du pot »).

### Les rétrospectives
Reconnu comme une des figures majeures de la peinture allemande et de la nouvelle Allemagne réunifiée avec Gerhard Richter, A. R. Penck, Markus Lüpertz ou Anselm Kiefer, Baselitz enchaîne les expositions rétrospectives dans les musées internationaux. En 1996, il peint des portraits de famille et présente une grande rétrospective au musée d'Art moderne de la ville de Paris. En 2000, il réalise des peintures et estampes autour du thème de Marcel Duchamp. En 2007, il présente une grande rétrospective à la Royal Academy of Arts de Londres. En 2013-14, une rétrospective de son œuvre sculptée a lieu au musée d'Art moderne de la ville de Paris. En 2017, son « ouvrier pensant » (Volk Ding Zero) est placé à côté du plâtre original du Penseur de Rodin, pour l'exposition du centenaire Rodin au Grand Palais de Paris.

### L'admiration pour Eugène Leroy
Georg Baselitz, alors étudiant, avait découvert par hasard l'œuvre d'Eugène Leroy en 1960 à Paris lors d'un voyage avec Michael Werner, œuvre qui le marque profondément. Apprenant 42 ans plus tard, en 1982, qu'Eugène Leroy n'a plus de galerie, Baselitz le rencontre et le présente dans des expositions personnelles et internationales organisées par la galerie Michael Werner.
En 2013-2014, le musée des Beaux-Arts de Tourcoing organise un hommage à leur amitié en réalisant une exposition à deux.

## Œuvres

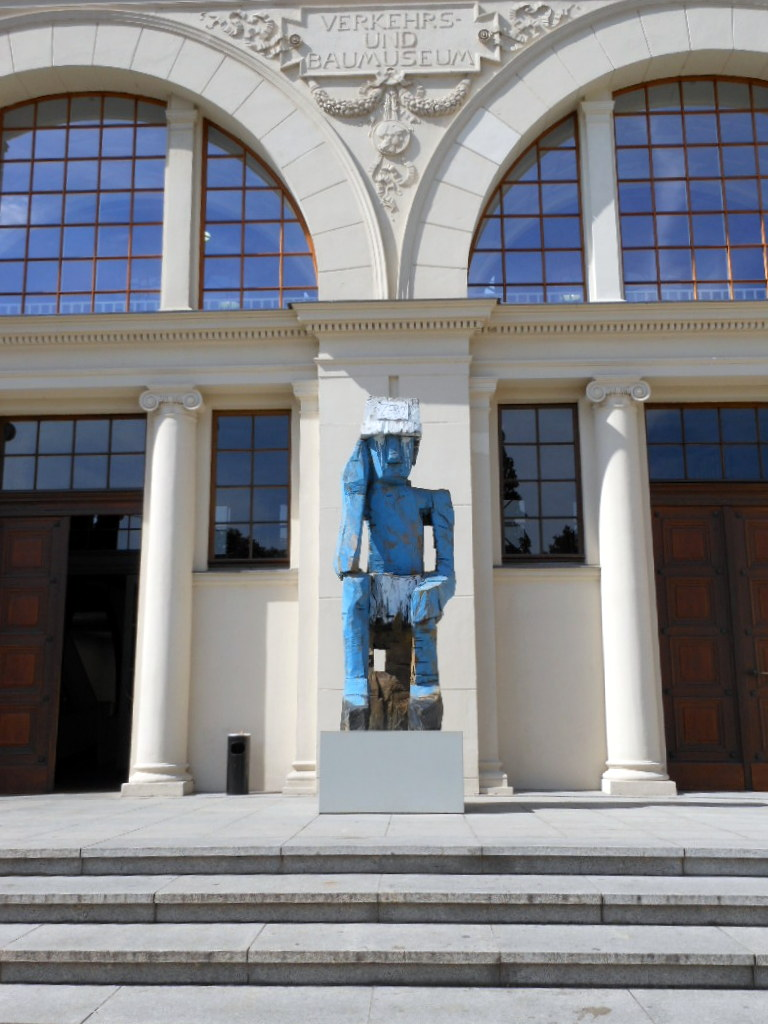
Volk Ding Zero, à l'entrée du musée d'Art contemporain de Berlin.

Baselitz déconstruit la matière pour en faire émerger la vie. L'association de pigments et du façonnage des matériaux, sélectionnés pour leur couleur, leurs textures et leurs possibilités esthétiques, amène l'artiste à détourner, à perturber les formes et les volumes. Influencé par le primitivisme et l'art tribal notamment, Baselitz fait résonner l'expressionnisme allemand — auquel il se refuse d'appartenir — avec les arts premiers.

« Je pense que la sculpture est un chemin plus direct que la peinture pour arriver au même résultat parce que la sculpture est plus primitive, plus brutale et moins réservée comme la peinture l'est parfois. »

- 1962-1963 : Die grosse Nacht im Eimer (La Grande Nuit foutue), musée Ludwig de Cologne
- 1965 :
  - Die grossen Freunde (Les Grands Amis), musée Ludwig
  - Die Peitschenfrau (La Femme au fouet), musée Ludwig
  - Der Versperrte, Kunsthalle de Bielefeld
- 1969 : Der Wald auf dem Kopf (La Forêt sur la tête), musée Ludwig
- 1980 : Modell für eine Skulptur (Modèle pour une sculpture), musée Ludwig
- 1981 : Die Mädchen von Olmo II, musée national d'Art moderne, Paris
- 1985-1986 :
  - Pastorale (Die Nacht) (Pastorale [La Nuit]), musée Ludwig
  - Pastorale (Der Tag) (Pastorale [Le Jour]), musée Ludwig
- 1991 : Die letzte Kurt, Kurt, Kurt (La dernière Kurt, Kurt, Kurt), musée Ludwig
- 2008 : Frau Lenin und die Nachtigall (Mme Lénine et le rossignol), musée Guggenheim de Bilbao
- 2009 : Volk Ding Zero (Peuple Chose Zéro)

## Publications
- Charabia et basta, entretiens avec Éric Darragon, trad. de l'allemand par Laurent Cassagnau, L'Arche, Paris, 1996
- Ce que tu n'es pas est un autoportrait, coll. « L'art en écrit », éditions Jannink, Paris, 2002
- Danse gothique : écrits et entretiens, 1961-2019, édition établie par Detlev Gretenkort et présentée par Frédérique Goerig-Hergott, trad. par Régis Quatresous, Strasbourg, éditions L'Atelier contemporain, 2020  (ISBN 978-2-85035-016-0)

## Expositions (sélection)

### Expositions personnelles (depuis les années 2010)
- Musée d'Art moderne de Paris, première rétrospective française du travail de sculpteur de Baselitz, du 30 septembre 2011 au 29 janvier 2012[10]
- « Georg Baselitz-Eugène Leroy. Le récit et la condensation », MUba Eugène-Leroy, Tourcoing, du 11 octobre 2013 au 24 février 2014
- « Georg Baselitz - Die Helden », musée Städel, Francfort-sur-le-Main, du 30 juin au 23 octobre 2016
- « Baselitz », Fondation Beyeler Riehen, Bâle, du 21 janvier au 29 avril 2018
- « Corpus Baselitz », musée Unterlinden, Colmar, du 10 juin au 4 novembre 2018
- « Georg Baselitz, new drawings », galerie Thaddaeus Ropac, Paris, 2021[11]
- « Baselitz, la rétrospective », Centre Pompidou, Paris, du 20 octobre 2021 au 7 mars 2022[12]

### Expositions collectives
- Biennale de Venise, 1995
- Biennale de Paris, 1985
- Documenta, 1972, 1977, 1982

## Controverse
Les remarques désobligeantes de Baselitz sur les femmes artistes lui ont valu une réputation de sexiste et il a été accusé de renforcer les préjugés sexistes dans le monde de l'art,.

#### Ouvrages
- Andreas Franzke, Baselitz, Cercle d'art, Barcelone, 1988.
- (de) Siegfried Gohr (dir.), Georg Baselitz. Retrospektive 1964–1991, Munich, Hirmer, 1992  (ISBN 3-7774-5830-9).
- (en) Michael Auping, Georg Baselitz. Paintings 1962-2001, Milan, Detlev Gretenkort, 2002.
- (de) Georg Baselitz. Bilder, die den Kopf verdrehen, Leipzig, Seemann, 2004  (ISBN 3-86502-089-5).
- (de) Christian Malycha, Das Motiv ohne Inhalt. Malerei bei Georg Baselitz 1959-1969, Bielefeld, Kerber, 2008  (ISBN 978-3-86678-131-3).

#### Catalogues
- Didier Ottinger (commissaire), Baselitz / Image (exposition du 16 juin au 16 septembre 1990, avec un texte de Yves Kobry et Éric Darragon), musée de l'abbaye Sainte-Croix des Sables-d'Olonne, coll. « Cahiers de l'Abbaye Sainte-Croix » (no 67), mai 1990, 45 p. (BNF 35530643).
- Baselitz, Lausanne, Fondation de l'Hermitage, La bibliothèque des Arts, 2006.
- (en) Georg Baselitz, Richard Shiff et Carla Schulz-Hoffmann, Georg Baselitz: A Retrospective, éd. Sir Norman Rosenthal, Londres, Royal Academy of Art, 2007  (ISBN 978-1905711055).
- Collectif, Baselitz-Leroy. Le récit et la condensation, Tourcoing, MUba Eugène-Leroy, 2013-2014.

#### Articles
- (en) Frances Carey, « Georg Baselitz and German Printmaking », Print Quarterly, vol. 3, no 4, 1986.
- (de) « Ich will es noch einmal schaffen » (entretien avec Georg Baselitz), Art magazin, vol. 3, 2006, p. 36-43.